# Ordensregel
Ordensregel är en samling av föreskrifter som medlemmarna av en ordensgemenskap förbinder sig att följa när de avlägger sina ordenslöften. 
Ordensregler var ursprungligen detsamma som klosterregler, medan de i modern tid kan avse också andra ordensällskap.